# Pureté militante
La pureté militante est une injonction à avoir un comportement parfait dans certains cercles militants, généralement de gauche et surtout dans le cadre du militantisme en ligne. Elle est souvent associée au militantisme performatif et est souvent impossible à atteindre. Elle peut mener à du cyberharcèlement et à d'autres violences intra-communautaires.

## Caractéristiques
Historiquement enracinée dans les luttes sociales des années 1970, la pureté militante s'applique le plus souvent aux milieux féministes et LGBTQ+, bien qu'elle existe dans d'autres cercles, par exemple l'antispécisme ou le logiciel libre.
La pureté militante fixe des standards souvent impossibles à atteindre. Par exemple dans le cas de l'antispécisme, il peut s'agir de critiquer les personnes végétariennes car elles ne sont pas vegan et n'en font pas « assez ». La politique est alors un accomplissement à part entière, que Matt Bruenig (en) qualifie de « substitut de personnalité » qui aliène les personnes au comportement modéré, qui quittent le mouvement, au lieu de les encourager à faire des efforts dans la mesure de leurs capacités,,. La pureté militante devient également un objectif à part entière, tandis que d'autres actions concrètes auraient un impact bien plus fort, ce qui est commun dans le cadre du militantisme performatif.
L'injonction à la pureté militante tend à plus toucher les féministes les plus marginalisées, notamment les femmes trans : le call-out qui les vise peut les exclure de cercles de sociabilité ou d'événements militants,. Elle est cependant plus dénoncée par des féministes blanches et cisgenres, qui discutent des conséquences des dénonciations sur leur santé mentale plutôt que de l'ostracisation, qu'elles subissent moins. Elle s'accompagne également parfois de cyberharcèlement et à un ensemble de violences intra-communautaires.
L'injonction à la pureté militante est critiquée notamment par Virginie Despentes, Jo Freeman et Barack Obama.